# میرزا محمدتقی شیرازی
میرزا محمدتقی شیرازی ( زاده ۱۲۲۱ شمسی در شیراز ،دولت علیه ایران– درگذشته ۶ شهریور ۱۲۹۹ شمسی در کربلا، عراق تحت قیمومت بریتانیای کبیر) مشهور به میرزای دوم فقیه، اصولی و از مراجع تقلید شیعی بود. وی پس از درگذشت سید محمدکاظم طباطبایی یزدی، مرجعیت عامه شیعه را بر عهده داشت.

## تحصیل
برای فراگیری علوم دینی به کربلا رفت و از سید علی نقی طباطبایی و فاضل اردکانی درس آموخت. سپس به همراه فشارکی اصفهانی به سامرا رفت و در درس میرزا محمدحسن شیرازی شرکت کرد.
میرزا محمدتقی بعد از ترک سامرا، به کاظمین رفت و در آن جا حوزهٔ درسی ترتیب داد و پس از آن چندی در کربلا اقامت کرد و بعد به نجف رفت و ریاست حوزهٔ علمیهٔ نجف را بر عهده گرفت.
وی که به یکی از علمای بزرگ در عالم تشیع تبدیل شده بود، در سال ۱۳۳۷ و پس از فوت سید محمد کاظم یزدی، صاحب عروةالوثقی، مرجع تقلید شیعیان امامیه گردید.
شهرت وی، هنگامی در جهان اسلام بیش از پیش افزون شد که در جنگ جهانی اول، علیه انگلیس‌ها حکم جهاد داد که به «فتوای دفاعیه» مشهور است.

## شاگردان
- میرزا ابوالحسن مشکینی اردبیلی
- سید ابوالحسن اصفهانی
- آقابزرگ تهرانی
- عبدالکریم حائری یزدی
- محمدجواد بلاغی نجفی
- میرزا موسی فقیه سبزواری
- سید حسین طباطبایی قمی[۴][۵]
- سید جمال‌الدین گلپایگانی
- محمدکاظم شیرازی
- محمدعلی شاه‌آبادی
- سید شهاب‌الدین مرعشی نجفی
- میر محمد لطیف رضاتوفیقی

## آثار
- حاشیه بر مکاسب شیخ انصاری
- حاشیه‌ای بر فرائد الاصول شیخ انصاری
- شرح الارجوزة الرضاعیة
- القصاعد الفاخرة فی مدح العترة الطاهرة
- حاشیه بر العروة الوثقی
- ذخیرة العباد لیوم المعاد[۶]

## درگذشت
شیرازی در شب ۱۳ ذیحجه ۱۳۳۸ قمری درگذشت و در صحن حرم حسین بن علی در کربلا دفن شد.
دربارهٔ علت مرگ او اختلاف شده‌است.
سید مرتضی طباطبایی دربارهٔ کیفیت مرگ او می‌گوید:
«انگلیسی‌ها با نیرنگ و حیله به میرزا سم دادند و او را به قتل رساندند. این کار توسط یکی از کارگزارانشان که تظاهر به تدین و تقدس می‌کرد و به شغل عطاری مشغول بود، صورت گرفت…»